# Aurelio Hernández
Mario Aurelio Hernández Romero (Monterrey; 7 de octubre de 1950) es un exfutbolista mexicano que jugaba de defensor.

## Trayectoria
Estuvo contratado en dos etapas por un total de ocho años con el Guadalajara, para quien trabajó primero de 1970 a 1971 y luego nuevamente de 1974 a 1980. En el medio jugó durante dos años en el Toluca y en 1980 pasó al recién ascendido Atletas Campesinos, con quienes jugó durante dos temporadas (1980-81 y 1981-82).

## Clubes
| Club               | País   | Año       |
| ------------------ | ------ | --------- |
| Guadalajara        | México | 1970-1971 |
| Toluca             | México | 1971-1974 |
| Guadalajara        | México | 1974-1980 |
| Atletas Campesinos | México | 1980-1982 |